# Đảo Acuña
Đảo Acuña là một hòn đảo nhỏ chỉ với 0,4 km2, phía Nam của mũi Rae thuộc quần đảo Orkney. Hòn đảo này được nhà thám hiểm William Speirs Bruce đặt tên nó là Hugo A. Acuna, nhà khí tượng học người Argentina tại trạm South Orkney trong năm 1904.